# Heterocampa harrisi
Heterocampa harrisi är en fjärilsart som beskrevs av Alpheus Spring Packard. Heterocampa harrisi ingår i släktet Heterocampa och familjen tandspinnare. Inga underarter finns listade i Catalogue of Life.